# Макмиллан, Вайолет
Вайолет Макмиллан (англ. Violet MacMillan; 4 марта 1887—29 декабря 1953) — американская актриса немого кино, Бродвейского театра и исполнительница водевилей. Родилась в Гранд-Рапидсе, в штате Мичиган.

## «Крошечные ноги»
Вайолет Макмиллан получила прозвище «Золушка» после победы на конкурсе, целью которого было найти девушку, которая смогла бы надеть золотую туфельку Золушки. Несмотря на колебания, она решилась выступить на этом бродвейском шоу и выиграла. Размер её ноги составил 29,21 см (11,5 дюйм).

## Карьера в театре
Сыграла главную роль в постановке оригинального мюзикла «Время, Место и Девушка». Успевая давать спектакли, в 1908 году она сделала хирургическую операцию в больнице Харпер Юниверсити в Детройте. Свой водевиль она успешна закончила в 1916 году. Участвовала в постановке «Желаемые сновидения» в Юниверсал Сити, в Калифорнии. Также она исполняла «In And Out of the Movies», так называемый «странный водевиль», в Форт-Уэйне в штате Индиана на протяжении всей осени 1917 года.

## Немые фильмы
Имела контракт с кинокомпанией The Oz Film Manufacturing Company и дебютировала в кино, снявшись в фильмах «Лоскутушка из страны Оз» и «Волшебное одеяние» и сыграла, в частности в короткометражных фильмах по мотивам произведений Лаймена Фрэнка Баума, в частности в фильме «Мечты Виолеты», в котором она сыграла девушку по имени Клэрибелль, которая видела сказочные приключения во сне. Позже снималась в фильмах производства Universal Pictures. В общей сложностью она снялась в двадцати шести кинофильмах, закончив карьеру ролью Вайолет Бронсон в «Мистерии Разума» (1920). Снималась вместе с такими актёрами, как Лон Чейни, Бланш Ринг, Трикси Фриганза и Джулиан Элтиндж. В 1922 году Вайолет ушла из кинобизнеса.

## Личная жизнь
Была женой промышленного исполнителя Джона Х. Фолжера, позднее ставшего её агентом.
Являлась членом организации Zonta International (или Grand Rapids Club), представляющей интересы женщин перед законом в делах равноправия и занимала пост президента организации с 1930 по 1932 годы.
Скончалась в своём доме Гранд-Рапидсе, в штате Мичиган. Ей было 66 лет.